# Plecturocebus stephennashi
Plecturocebus stephennashi é uma espécie de guigó ou sauá, um Macaco do Novo Mundo da família Pitheciidae e subfamília Callicebinae, endêmico da margem leste do rio Purus no Brasil. Foi descoberto por Marc van Roosmalen em 2001 quando pescadores o levaram para seu centro de pesquisa na Amazônia. Foi descrito em 2002. Seu nome científico foi dado em homenagem a Stephen D. Nash, um desenhista da Conservation International, a organização que financiou o trabalho de Roosmalen. Sua coloração é majoritariamente prateada, com fronte da face de cor preta e vermelho dos lados e no peitoral, assim como no lado interno dos membros.